# Tempo di Natale
Il tempo di Natale è il periodo dell'anno liturgico della Chiesa cattolica e di altre chiese cristiane che commemora gli eventi dell'infanzia di Gesù.

## Rito romano
Nel rito romano il tempo di Natale inizia con i vespri del 24 dicembre, vigilia di Natale, e finisce la domenica del battesimo del Signore, che ricorre la prima domenica dopo l'Epifania, tra il 7 e il 13 gennaio. Ha dunque una durata variabile dai 14 ai 20 giorni. Al suo interno si celebrano varie feste e solennità, oltre Natale: la festa della Sacra Famiglia, che ricorre la prima domenica dopo il Natale; la solennità di Maria Santissima Madre di Dio, il 1º gennaio; la solennità dell'Epifania, il 6 gennaio; il battesimo del Signore, che chiude il ciclo natalizio.
Il colore liturgico di questo tempo è il bianco o l'oro, ad eccezione delle feste dei martiri.
La prima settimana del tempo natalizio è chiamata ottava di Natale ed è centrata maggiormente sugli eventi di Gesù bambino: le letture della messa propongono in questi giorni prevalentemente i racconti dell'infanzia di Cristo dai vangeli. Dal 2 gennaio si leggono brani di Vangelo riguardanti la manifestazione di Gesù Cristo al mondo (adorazione dei magi, battesimo di Gesù, inizi del ministero pubblico di Gesù).
Il tempo di Natale è preceduto dal tempo di Avvento e seguito dal tempo ordinario. Prima della riforma liturgica voluta dal Concilio Vaticano II era previsto il tempo dell'Epifania, ancora oggi presente nel Rito ambrosiano.

### Calendario liturgico
Le messe festive nel rito romano hanno anche un nome latino che deriva dal testo dell'introito gregoriano.
- 24 dicembre: Messa vespertina della vigilia di Natale;
- 25 dicembre: Natale del Signore:
  - Messa della notte (Dominus dixit ad me);
  - Messa dell'aurora (Lux fulgebit);
  - Messa del giorno (Puer natus);
- Domenica dopo il Natale[1]: Santa Famiglia di Gesù, Maria e Giuseppe;
- 26 dicembre: santo Stefano primo martire;
- 27 dicembre: san Giovanni evangelista;
- 28 dicembre: Santi Innocenti;
- 31 dicembre: nell'ultima Messa della giornata viene solitamente cantato il Te Deum di ringraziamento per l'anno trascorso;
- 1º gennaio: Ottava di Natale: tradizionalmente viene ricordata la circoncisione del Signore; questa festa, di cui si ha traccia a partire dal VI secolo, è stata sostituita nel 1965 a seguito della riforma liturgica nel rito romano dalla festa di Maria Madre di Dio, ma è stata mantenuta nelle Chiese orientali e in alcune Chiese protestanti oltre che nel rito ambrosiano;
- 3 gennaio: Santissimo Nome di Gesù;
- 6 gennaio[2]: Epifania del Signore (Ecce advenit dominator);
- Prima domenica dopo l'Epifania[3]: Battesimo del Signore.

### Inni e antifone per il tempo di Natale
Oltre alle melodie gregoriane e mottetti polifonici per il proprio delle messe, la liturgia romana prevede inni specifici per le ore canoniche
- Candor aeternae Deitatis alme (Splendore dell'eterna divinità) - ufficio delle letture
- O magnum mysterium - responsorio per il mattino di Natale
- A solis ortus cardine (dal punto in cui sorge il sole) - lodi mattutine
- Christe, Redemptor omnium (Cristo redentore di tutti) - vespri
- Alma Redemptoris Mater - antifona mariana
- Magi videntes parvulum - Epifania
- Adeste fideles (Venite fedeli) - inno generico per il tempo di Natale

## Composizioni musicali per il tempo di Natale
- Oratorio di Natale (Oratorium tempore nativitatis Christi) di Johann Sebastian Bach